# Nate Kinski
Nathaniel "Nate" Kinski es un personaje ficticio de la serie de televisión australiana Neighbours, interpretado por el actor Meyne Wyatt del 18 de agosto del 2014 hasta el 2 de junio del 2016.

## Biografía
Nate llega por primera vez a Erinsborough para asistir a un funeral, después de lo cual se queda a vivir con Susan Kennedy (la viuda de su tío Alex Kinski) y su esposo Karl Kennedy.
Nate conoce a Chris Pappas y deciden ir por un trago. Cuando después van a un pícnic, Nate termina atacando a un borracho. Poco después Karl y Susan cuestionan a Nate luego de que encontraran un cuchillo en su bolsa, pero Nate se niega a hablar con ellos y decide irse, sin embargo cambia de parecer cuando Chris lo besa y lo convence de quedarse, y luego les dice a Susan y a Karl que el cuchillo era un recuerdo de su tiempo en el ejército. Pronto Nate y Chris comienzan una relación. 
Después de que el tornado golpeara Erinsborough, Nate reconoce que Susan sufría una conmoción y la aconseja a través de su trauma. 
Cuando Chris le pide a Nate que le cuente sobre su tiempo en Afganistán, Nate furioso pone a Chris contra una pared, lo que deja sorprendido y asustado a Chris. Poco después Nate le habla a los estudiantes de la escuela local sobre su carrera militar, pero se descompone y Susan comienza a sospechar que sufre de trastorno de estrés postraumático y decide ayudarlo así como él la había apoyado antes. Luego Chris descubre que Nate había sido declarado culpable de un asalto grave después de dejar el ejército y cuando lo confronta Nate se niega a hablar sobre lo sucedido lo que ocasiona que Chris se enfurezca y lo eche de la despedida de soltero de Kyle Canning.
Cuando Chris es atacado y gravemente herido por Josh Willis, a Nate se le dificulta apoyarlo, ya que no lo conoce tan bien y arremete su enojo contra Susan. Susan accede a apoyarlo y se convierte en su consejera, pero pronto se le hace muy difícil escuchar las historias de Nate sobre el ejército y decide buscar a un terapeuta profesional para que lo ayude, pero al inicio se niega.
Pronto Nate comienza a sufrir de pesadillas y comienza a cavar hoyos para curar su insomnio. Una noche Susan lo sigue, cae accidentalmente dentro de uno de los hoyos y Nate casi la entierra viva. Pero se da a cuenta a tiempo y la salva, después de lo cual decide buscar a un nuevo terapeuta. 
Cuando Nate le dice a Chris que no quiere tener hijos, Chris rechaza la oferta de Lucy Robinson quien le había pedido tener un hijo, sin embargo cambia de opinión y Lucy queda embarazada, lo que hace que la relación de Nate y Chris se vuelva tensa. Cuando Chris le dice que quiere participar más en la vida del bebé, hace planes para que él y Nate se muden a Nueva York por tres meses, pero Nate se da cuenta de que quieren cosas diferentes y decide terminar con su relación.
Poco después Nate se hace amigo de Tyler Brennan y también de Imogen Willis cuando ella lo golpea accidentalmente con la puerta de su coche mientras él iba en su bicicleta. Cuando Susan lo anima a asistir a un evento por el Día de Anzac para ayudarlo con su trastorno él acepta.
Nate renuncia a su trabajo como asistente del Vivero de Sonya Rebecchi y luego le ofrecen un trabajo como gerente del bar "The Waterhole" por Ezra Hanley. Al principio Sheila Canning es hostil con Nate, luego de que Ezra la degradara de puesto y creyera que Nate le había robado su trabajo, pero pronto ambos se unen y se vuelven amigos cuando descubren los planes de Ezra para el bar.
Cuando Nate intenta invitar a Alistair Hall a una cita, este comienza a hacer comentarios homofóbicos y le dice que a él no le gustan los hombres. Nate va en una cita con Brett Holden, pero cuando Alistair aparece Brett decide irse. Alistair se disculpa por su comportamiento y repentinamente besa a Nate y cuando Alistair hace pasar el beso como un error y que estaba borracho, Nate comienza a sospechar que Alistair estaba escondiendo su sexualidad.
Poco después Tyler intenta unir a Nate con su hermano Aaron Brennan, pero cree que no tienen nada en común. Cuando la prometida de Alistair Coco Lee le pide a Susan que sea la celebrante de su boda, ella se niega y cuando Coco le pide a Nate que le explique la razón él le dice sobre el beso. Cuando Alistair se entera amenaza a Susan con reportarla por una violación de confidencialidad a menos de que Nate niegue el beso, sin embargo Nate no acepta y Aaron convence a Alistair de dejar la queja. 
Nate y Aaron se ven forzados a pasar tiempo juntos en una caja como parte de una promoción de "Lassiter's", al inicio las cosas son tensas pero pronto comienzan a llevarse bien y Nate termina besando a Aaron enfrente de todos. Cuando Aaron es atacado por un hombre en el bar, Nate lo rescata pero de que Aaron pueda hablar con él se va, Aaron intenta descubrir a la persona que lo salvó, finalmente Nate le confiesa que él había sido la persona que lo había ayudado pero que se había luego de sufrir un ataque de pánico debido a su trastorno de estrés postraumático.
Cuando Aaron le dice a Nate que le gusta, al principio Nate no le cree pero deciden salir juntos en una cita. Las cosas salen bien y no tardan en iniciar una relación, pero cuando Nate descubre que Aron es un bailarín exótico se siente incómodo.
El 2 de junio de 2016, Nate decide irse a vivir a Shoal Bay para entrar nuevamente en el ejército.